# 王泰 (南朝)
王泰，字仲通，南朝梁政治人物。死後諡號為夷。

## 生平
根據《梁書》的記載，王泰自小就很聰明，他在年紀還很小時，有一次，他的祖母招來了家裡的自己的孫子和侄兒，並且把棗子丟在床台上。所有的小孩看了，都爭相搶著要，只有王泰不去搶。他的祖母很好奇，問他為什麼，結果王泰說：「我不拿，是因為我應該等別人給我。」家人對此感到訝異。
等到王泰長大後，他呈現出通和溫雅的性格，而人們很少看見他的喜怒哀樂等情緒展露出來。初次任官時，王泰被授予著作郎的職位，但他不接受，因此他被改成授予秘書郎的職位。之後王泰又陸續擔任了前將軍、法曹行參軍、司徒東閤祭酒、車騎主簿等職位。
梁武帝蕭衍崛起後，王泰被蕭衍授予了驃騎功曹史的職位，之後在南朝梁建國後的天監元年時，又被授予了秘書丞的職務。卻說在南朝齊永元年間，有一次，後宮失火，因此宮內所藏的圖書散亂殆盡，而之後南朝梁的時候，作為秘書丞的王泰，上表陳述說要進行校訂、繕寫圖書的工作，蕭衍聽了之後，答應了他的請求，而一段時間後，王泰又升任中書侍郎的職位。之後一段時間，王泰調任外地，出任南徐州別駕從事史的職位，在任職期間有了能幹的名聲。後來他又被調回中央，再次擔任中書侍郎，並因敕令，而同時執掌吏部郎事。之後他又陸續升任給事黃門侍郎、員外散騎常侍等職位，並繼續執掌吏部的事情。
在晉朝皇室渡過長江到南方後，就沒有再進行過吏部郎的揀選，而等級在令史以下的職位，總有著大量的小人競相求職，而其中能稱職的很少。王泰執掌吏部的事情，不接受他人的關說、求情等，凡是先報到的就補職缺，不因為他的出身貴賤而有所改變，而國內的民眾因此認為他很公平。之後王泰又陸續擔任了廷尉和司徒左長史等職位，並在外擔任明威將軍和新安太守的職位，在擔任太守時，做事和洽得當，因此得到民心。之後王泰接受徵招，擔任了寧遠將軍和安右長史的職位，一段時間後又改任侍中一職。又一段時間，他又擔任了太子庶子、領步兵校尉等職務，之後再次擔任侍中。之後又陸續擔任仁威長史、南蘭陵太守等職位，並且執掌南康王府、州、國的事務。後來他又再次升遷，擔任北中郎長史、執掌豫章王府、州、國的事務，並繼續當太守。王泰懂得如何對待他人，因此士人多半都喜歡他，願意讓他獲選任職；而不久後王泰就當上了吏部尚書，儘管備受名門矚目，但還沒到達選觀的時候，就生了病，因此改擔任散騎常侍、左驍騎將軍等職位，不過他在還沒任職時就過世了，過世時年紀四十五歲。

## 家族
- 父親：王慈，南朝齊時曾經擔任侍中等職務。
- 養子：王祁，自兄長處收養
- 兒子：王廓，在收養王祁後出生

## 延伸阅读
[在维基数据编辑]
 《梁書·卷21》，出自姚思廉《梁書》